# Robot autonome

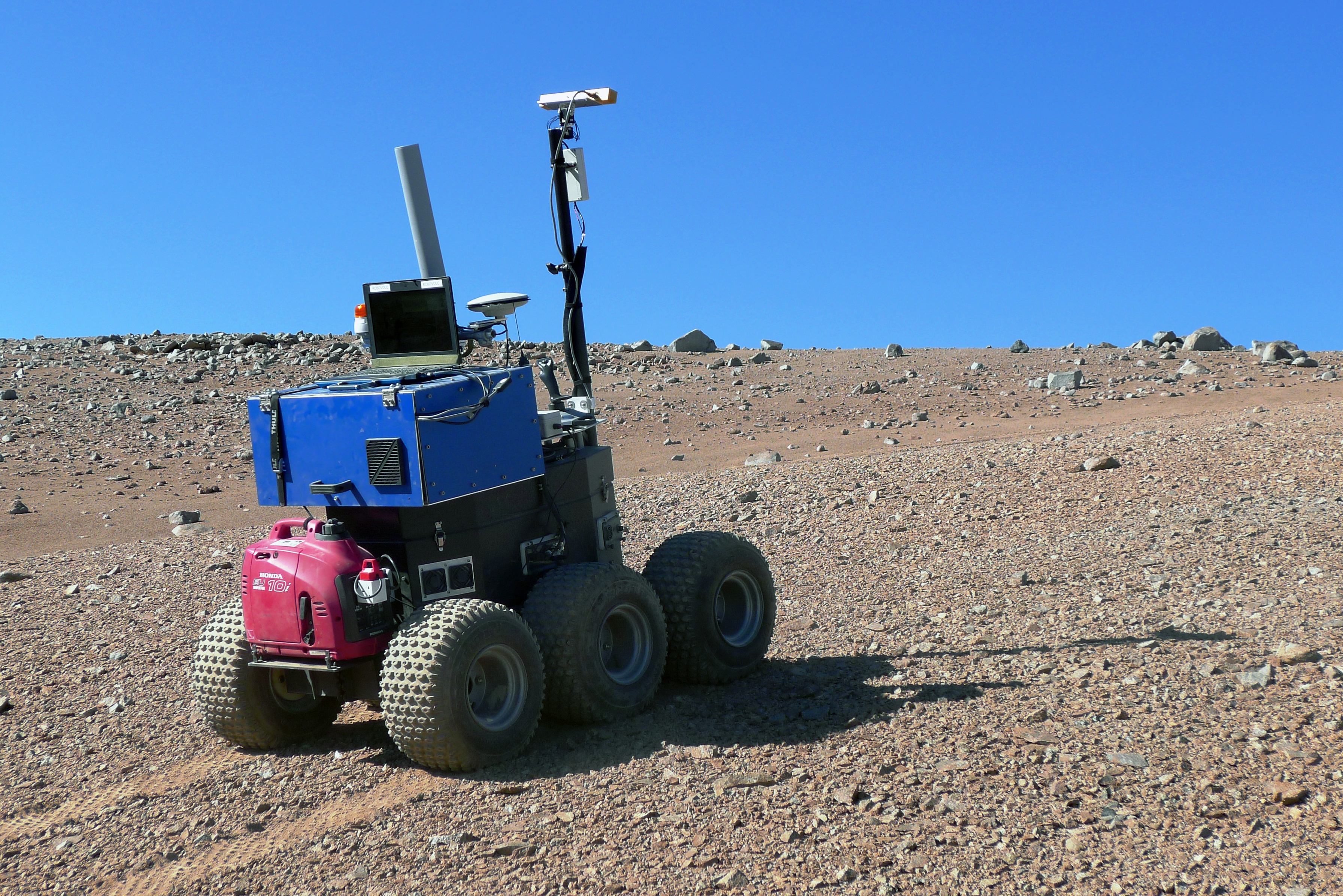
exemple de robot autonome de type rover

Un robot autonome, également appelé simplement autorobot ou autobot, est un robot qui exécute des comportements ou des tâches avec un degré élevé d'autonomie (sans influence extérieure). La robotique autonome est généralement considérée comme un sous-domaine de l'intelligence artificielle, de la robotique et de l'ingénierie de l'information (en). Les premières versions ont été proposées et démontrées par l'auteur/inventeur David L. Heiserman,,.
Les robots autonomes sont particulièrement souhaitables dans des domaines tels que les vols spatiaux, l'entretien ménager (comme le nettoyage), le traitement des eaux usées et la fourniture de biens et de services.
Certains robots d'usine modernes sont "autonomes" dans les limites strictes de leur environnement direct. Il se peut que tous les degrés de liberté n'existent pas dans leur environnement, mais le lieu de travail du robot d'usine est difficile et peut souvent contenir des variables chaotiques et imprévisibles. Il faut déterminer l'orientation et la position exactes de l'objet de travail suivant et (dans les usines les plus avancées) même le type d'objet et la tâche requise. Ces variables peuvent varier de manière imprévisible (du moins du point de vue du robot).
Un domaine important de la recherche en robotique consiste à permettre au robot de faire face à son environnement, que ce soit sur terre, sous l'eau, dans l'air, sous terre ou dans l'espace.